# Hell Blade
 (février 2013).
Si vous disposez d'ouvrages ou d'articles de référence ou si vous connaissez des sites web de qualité traitant du thème abordé ici, merci de compléter l'article en donnant les références utiles à sa vérifiabilité et en les liant à la section « Notes et références ».
Hell Blade (헬블레이드, Hell Blade) est un manhwa écrit et dessiné par Je-Tae Yoo. Il a été prépublié dans le magazine Young Champion de l'éditeur Daiwon C.I. entre 2009 et 2011, et a été compilé en un total de cinq tomes en octobre 2011. En France, la série est éditée en intégralité par Ki-oon. 

## Synopsis
Description de l'éditeur  :
Londres, 1888. La ville entière est plongée dans la peur depuis que Jack l’Éventreur rôde dans les ruelles mal famées de Whitechapel. À la nuit tombée, il traque, assassine et mutile ses victimes avec une extrême férocité.
Son macabre rituel se répète inlassablement, laissant les enquêteurs sans le moindre indice. Mais les apparences sont trompeuses : bourreau comme victimes dissimulent un effroyable secret…
Un ballet gore et énigmatique, véritable réinterprétation du mythe de Jack l’Éventreur…